# Cleria Cesarini
Cleria Cesarini (22 maggio 1655 – 12 settembre 1735) è stata una nobildonna italiana.

## Biografia
Era figlia di Giuliano Cesarini e di Margherita Savelli.
Penultima delle sue sorelle, avrebbe dovuto essere erede di Casa Cesarini. Filippo, ultimo membro maschio della famiglia, fece sposare Cleria nel 1671 a Filippo Colonna signore di Sonnino e Galatro, figlio di Marcantonio V Colonna, contravvenendo le disposizioni dei suoi avi, che la volevano sposata ad un membro delle Casate Orsini, Cesi, Gaetani o Sforza.
La sorella di Cleria, Livia, che la precedeva in ordine di successione, si era fatta monaca nel 1664, ma il cardinal Paluzzi Altieri combinò il matrimonio di Livia con Federico Sforza di Santa Fiora, I principe di Genzano, figlio cadetto del duca di Proceno. Il matrimonio fu celebrato in segreto il 27 febbraio 1673. I Colonna si opposero al matrimonio combinato, che spostava il patrimonio dai Colonna agli Sforza. Le controversie legali fra le due sorelle per l'eredità dei Cesarini continuarono invece a lungo e si conclusero con una transazione solo nel 1709.
Cleria morì nel 1735.

## Discendenza
Cleria e Filippo ebbero sei figli:
- Giuliano (1671-1732), I principe di Sonnino
- Teresa (?-1724)
- Isabella
- Virginia
- Giangiorgio (morto giovane)
- Prospero (1672-1743), cardinale.

## Ascendenza
|                                                |                                     |                                                  | Genitori                                                |  |  | Nonni |  |  | Bisnonni                                |  |  | Trisnonni                                          |  |
|                                                |                                     |                                                  |                                                         |  |  |       |  |  | Giuliano Cesarini, I duca di Civitanova |  |  | Giovan Giorgio Cesarini, II marchese di Civitanova |  |
|                                                |                                     |                                                  |                                                         |  |  |       |  |  | Giuliano Cesarini, I duca di Civitanova |  |  | Giovan Giorgio Cesarini, II marchese di Civitanova |  |
|                                                |                                     | Clelia Farnese                                   |                                                         |  |  |       |  |  | Giuliano Cesarini, I duca di Civitanova |  |  |                                                    |  |
| Giovan Giorgio Cesarini, II duca di Civitanova |                                     |                                                  |                                                         |  |  |       |  |  | Giuliano Cesarini, I duca di Civitanova |  |  |                                                    |  |
|                                                |                                     | Livia Orsini di San Gemini                       | Virginio Orsini, I duca di San Gemini                   |  |  |       |  |  |                                         |  |  |                                                    |  |
|                                                |                                     | Livia Orsini di San Gemini                       | Virginio Orsini, I duca di San Gemini                   |  |  |       |  |  |                                         |  |  |                                                    |  |
|                                                |                                     | Livia Orsini di San Gemini                       | Giovanna Caetani di Sermoneta                           |  |  |       |  |  |                                         |  |  |                                                    |  |
| Giuliano III Cesarini, III duca di Civitanova  |                                     | Livia Orsini di San Gemini                       |                                                         |  |  |       |  |  |                                         |  |  |                                                    |  |
|                                                |                                     | Filippo Caetani, VII duca di Sermoneta           | Onorato Caetani, V duca di Sermoneta                    |  |  |       |  |  |                                         |  |  |                                                    |  |
|                                                |                                     | Filippo Caetani, VII duca di Sermoneta           | Onorato Caetani, V duca di Sermoneta                    |  |  |       |  |  |                                         |  |  |                                                    |  |
|                                                |                                     | Filippo Caetani, VII duca di Sermoneta           | Agnesina Colonna di Paliano                             |  |  |       |  |  |                                         |  |  |                                                    |  |
| Cornelia Caetani di Sermoneta                  |                                     | Filippo Caetani, VII duca di Sermoneta           |                                                         |  |  |       |  |  |                                         |  |  |                                                    |  |
|                                                |                                     | Camilla Caetani dell'Aquila d'Aragona            | Luigi Caetani dell'Aquila d'Aragona, IV duca di Traetto |  |  |       |  |  |                                         |  |  |                                                    |  |
|                                                |                                     | Camilla Caetani dell'Aquila d'Aragona            | Luigi Caetani dell'Aquila d'Aragona, IV duca di Traetto |  |  |       |  |  |                                         |  |  |                                                    |  |
|                                                |                                     | Camilla Caetani dell'Aquila d'Aragona            | Cornelia Carafa della Stadera                           |  |  |       |  |  |                                         |  |  |                                                    |  |
| Cleria Cesarini                                |                                     | Camilla Caetani dell'Aquila d'Aragona            |                                                         |  |  |       |  |  |                                         |  |  |                                                    |  |
|                                                | Paolo Savelli, I principe di Albano | Bernardino Savelli, I duca di Castelgandolfo     |                                                         |  |  |       |  |  |                                         |  |  |                                                    |  |
|                                                | Paolo Savelli, I principe di Albano | Bernardino Savelli, I duca di Castelgandolfo     |                                                         |  |  |       |  |  |                                         |  |  |                                                    |  |
|                                                | Paolo Savelli, I principe di Albano | Lucrezia dell'Anguillara                         |                                                         |  |  |       |  |  |                                         |  |  |                                                    |  |
| Bernardino Savelli, II principe di Albano      | Paolo Savelli, I principe di Albano |                                                  |                                                         |  |  |       |  |  |                                         |  |  |                                                    |  |
|                                                |                                     | Caterina Savelli di Ariccia                      | Mario Savelli, VI signore di Ariccia                    |  |  |       |  |  |                                         |  |  |                                                    |  |
|                                                |                                     | Caterina Savelli di Ariccia                      | Mario Savelli, VI signore di Ariccia                    |  |  |       |  |  |                                         |  |  |                                                    |  |
|                                                |                                     | Caterina Savelli di Ariccia                      | Artemisia Savelli di Albano                             |  |  |       |  |  |                                         |  |  |                                                    |  |
| Margherita Savelli di Albano                   |                                     | Caterina Savelli di Ariccia                      |                                                         |  |  |       |  |  |                                         |  |  |                                                    |  |
|                                                |                                     | Michele Damasceni Peretti, I principe di Venafro | Fabio Damasceni                                         |  |  |       |  |  |                                         |  |  |                                                    |  |
|                                                |                                     | Michele Damasceni Peretti, I principe di Venafro | Fabio Damasceni                                         |  |  |       |  |  |                                         |  |  |                                                    |  |
|                                                |                                     | Michele Damasceni Peretti, I principe di Venafro | Maria Felice Mignucci Peretti Ricci                     |  |  |       |  |  |                                         |  |  |                                                    |  |
| Maria Felice Damasceni Peretti                 |                                     | Michele Damasceni Peretti, I principe di Venafro |                                                         |  |  |       |  |  |                                         |  |  |                                                    |  |
|                                                |                                     | Margherita Cavazzi della Somaglia                | Alfonso Cavazzi, V conte e barone della Somaglia        |  |  |       |  |  |                                         |  |  |                                                    |  |
|                                                |                                     | Margherita Cavazzi della Somaglia                | Alfonso Cavazzi, V conte e barone della Somaglia        |  |  |       |  |  |                                         |  |  |                                                    |  |
|                                                |                                     | Margherita Cavazzi della Somaglia                | Mariana de la Cerda y Bobadilla                         |  |  |       |  |  |                                         |  |  |                                                    |  |
|                                                |                                     | Margherita Cavazzi della Somaglia                |                                                         |  |  |       |  |  |                                         |  |  |                                                    |  |